# Campionati europei di atletica leggera indoor 2017 - 800 metri piani femminili

## Podio
| Pos.    | Atleta                | Nazionalità |
| ------- | --------------------- | ----------- |
| Oro     | Selina Büchel         | Svizzera    |
| Argento | Shelayna Oskan-Clarke | Regno Unito |
| Bronzo  | Aníta Hinriksdóttir   | Islanda     |

## Record
| Record                | Record         | Record  | Record          | Record       |
| --------------------- | -------------- | ------- | --------------- | ------------ |
| Record del Mondo      | Jolanda Čeplak | 1:55.82 | Vienna, Austria | 3 marzo 2002 |
| Record europeo        | Jolanda Čeplak | 1:55.82 | Vienna, Austria | 3 marzo 2002 |
| Record dei campionati | Jolanda Čeplak | 1:55.82 | Vienna, Austria | 3 marzo 2002 |

## Programma
| Data         | Ora   | Turno      |
| ------------ | ----- | ---------- |
| 3 marzo 2017 | 10:58 | Batterie   |
| 4 marzo 2017 | 19:03 | Semifinali |
| 5 marzo 2017 | 17:25 | Finale     |

## Risultati

### Batterie
I primi due di ogni batteria e i migliori quattro tempi non qualificati direttamente si qualificano per le semifinali.
| Posizione | Batteria | Atleta                | Nazione     | Tempo   | Note |
| --------- | -------- | --------------------- | ----------- | ------- | ---- |
| 1         | 2        | Aníta Hinriksdóttir   | Islanda     | 2:02.82 | Q    |
| 2         | 4        | Selina Büchel         | Svizzera    | 2:03.11 | Q    |
| 3         | 4        | Esther Guerrero       | Spagna      | 2:03.38 | Q    |
| 4         | 2        | Lovisa Lindh          | Svezia      | 2:03.47 | Q    |
| 5         | 4        | Sanne Verstegen       | Paesi Bassi | 2:03.55 | q    |
| 6         | 2        | Alexandra Štuková     | Slovacchia  | 2:04.46 | q    |
| 7         | 2        | Anastasiya Tkachuk    | Ucraina     | 2:04.62 | q    |
| 8         | 3        | Clarisse Moh          | Francia     | 2:04.74 | Q    |
| 9         | 3        | Stina Troest          | Danimarca   | 2:04.78 | Q    |
| 10        | 4        | Charline Mathias      | Lussemburgo | 2:04.82 | q    |
| 11        | 3        | Hedda Hynne           | Norvegia    | 2:04.88 |      |
| 12        | 3        | Anna Silvander        | Svezia      | 2:05.63 |      |
| 13        | 2        | Lenka Masná           | Rep. Ceca   | 2:05.64 |      |
| 14        | 4        | Yngvild Elvemo        | Norvegia    | 2:05.79 |      |
| 15        | 1        | Shelayna Oskan-Clarke | Regno Unito | 2:06.02 | Q    |
| 16        | 1        | Liga Velvere          | Lettonia    | 2:06.03 | Q    |
| 17        | 1        | Olha Lyakhova         | Ucraina     | 2:06.33 |      |
| 18        | 1        | Kateřina Hálová       | Rep. Ceca   | 2:06.85 |      |
| 19        | 1        | Bianka Kéri           | Ungheria    | 2:07.71 |      |

### Semifinali
I primi tre di ogni batteria si qualificano per la finale.
| Posizione | Batteria | Atleta                | Nazione     | Tempo   | Note |
| --------- | -------- | --------------------- | ----------- | ------- | ---- |
| 1         | 1        | Esther Guerrero       | Spagna      | 2:02.91 | Q    |
| 2         | 1        | Aníta Hinriksdóttir   | Islanda     | 2:02.97 | Q    |
| 3         | 1        | Stina Troest          | Danimarca   | 2:02.98 | Q    |
| 4         | 1        | Sanne Verstegen       | Paesi Bassi | 2:03.06 |      |
| 5         | 2        | Shelayna Oskan-Clarke | Regno Unito | 2:03.09 | Q    |
| 6         | 2        | Selina Büchel         | Svizzera    | 2:03.23 | Q    |
| 7         | 2        | Lovisa Lindh          | Svezia      | 2:03.26 | Q    |
| 8         | 2        | Clarisse Moh          | Francia     | 2:04.85 |      |
| 9         | 1        | Anastasiya Tkachuk    | Ucraina     | 2:05.78 |      |
| 10        | 1        | Charline Mathias      | Lussemburgo | 2:05.93 |      |
| 11        | 2        | Alexandra Štuková     | Slovacchia  | 2:07.47 |      |
| -         | 2        | Liga Velvere          | Lettonia    | DSQ     | -    |

### Finale
La finale è iniziata alle 17:25 di domenica 5 marzo
.
| Posizione | Atleta                | Nazione     | Tempo   | Note                          |
| --------- | --------------------- | ----------- | ------- | ----------------------------- |
| 1         | Selina Büchel         | Svizzera    | 2:00.38 | Record nazionale              |
| 2         | Shelayna Oskan-Clarke | Regno Unito | 2:00.39 | Miglior prestazione personale |
| 3         | Aníta Hinriksdóttir   | Islanda     | 2:01.25 |                               |
| 4         | Lovisa Lindh          | Svezia      | 2:01.37 | Miglior prestazione personale |
| 5         | Stina Troest          | Danimarca   | 2:02.93 |                               |
| 6         | Esther Guerrero       | Spagna      | 2:03.09 |                               |